# دايلار (غويجة بل)
دايلار (بالفارسية: دایلار) هي منطقة سكنية تقع في إيران في قسم غويجة بل الریفي. يقدر عدد سكانها بـ 473 نسمة .